# Bliss – Erotische Versuchungen
Bliss – Erotische Versuchungen (Originaltitel Bliss) ist eine kanadische Fernsehserie, die zwischen 2002 und 2004 erstmals ausgestrahlt wurde. In Deutschland wurden verschiedene Episoden als Filme ausgestrahlt.

## Handlung
In der Serie erfahren Frauen erotische Wünsche, Leidenschaften und Fantasien aus weiblichen Perspektive, wobei die Episoden selbst von den handelnden Frauen inszeniert und geschrieben werden.

### Staffel 1
1.01. Eine Frau verliebt sich in einen Häftling, nachdem sie von ihrer Firma beauftragt wurde, einen von ihm verfassten Artikel in Auftrag zu geben.
1.02. Eine raue Hausfrau auf dem Land hat eine heiße Affäre mit einem angeheuerten Rancharbeiter, nachdem ihr Mann nach einer Verletzung ins Krankenhaus eingeliefert wurde.
1.03. Eine Geschäftsfrau trifft in einer Bar einen mysteriösen Geschäftsmann mit der Absicht einer sexuellen Affäre ohne Bedingungen. Ihre Beziehung wird zu eng, als sie erkennen, dass sie beruflich mehr gemeinsam haben als nur sexuell.
1.04. Ein baldiger High-School-Absolvent experimentiert mit Sexualität und Geschlechtsausdruck.
1.05. Eine Frau beginnt mit paranormalen Erfahrungen, nachdem sie in einer Beziehung mit einem verheirateten Mann war. Sie wird von der Erscheinung seiner jetzigen Frau heimgesucht. Der Spieß wird umgedreht, als sie sich nach der Berührung seiner Frau sehnt, als nach den eigentlichen Armen des verheirateten Mannes, den sie liebt.
1.06. Ein von Depressionen belasteter Schriftsteller wird von einem verstörten und hilflosen jungen Mädchen angegriffen. Die Schriftstellerin steht unter Schock, als sie den Liebhaber des verängstigten Mädchens trifft, der zum Zeitpunkt des Treffens unbekannt war. Der Schriftsteller und der ältere Liebhaber des jungen Mädchens haben eine sexuelle Begegnung mit einer Lesbe.
1.07. Eine junge Frau, die auf Selbstverteidigung im MMA-Stil steht, wird für eine Schleife gehalten, als ihre sexuellen Wünsche sich zum Urmenschen wenden. Ihr Vanilla-Freund ist in Konflikt mit ihren Wünschen, nachdem sie ihn bittet, sie zu „zwingen“, mit ihm zu schlafen, und schlägt vor, dass sie vergessen, dass es jemals passiert ist. Sie lernt einen gutaussehenden Selbstverteidigungslehrer kennen, der ihr hilft, ihren inneren Wunsch auszudrücken, von einem Mann ihrer Wahl leidenschaftlich verwüstet zu werden.
1.08. Drei Paare treffen sich zu einer regelmäßigen Dinnerparty. Die Paare befinden sich jeweils in unterschiedlichen Lebensphasen, altersmäßig. Es gibt Eifersucht, die ausbricht, da die älteren Paare neidisch auf die jüngeren Paare sind. Im Laufe der Nacht geht das jüngste Paar. Die beiden älteren Paare müssen trinken und über verborgene Wünsche nachdenken. Die Nacht endet damit, dass die beiden verbleibenden Paare den Partner für den Abend wechseln.

### Staffel 2
2.01. Eine Frau und ihre beiden engen männlichen Freunde leben alle zusammen. Während sie über vergangene Beziehungen diskutieren, erkennen sie, dass es vielleicht einen Grund gibt, warum sie die „Eine“ nicht finden, und dieser Grund könnte sehr gut sein, dass sie zusammengehören, alle drei.
2.02. Eine Frau, die nur in der monogamen Liebe Lust findet, wird zur wilden Seite, wenn sie voyeuristisch ihren männlichen Nachbarn beim schwulen Sex fotografiert.
2.03. Eine reife ältere Frau entdeckt ihre Lust auf jüngere Männer, nachdem sie den gutaussehenden neuen Freund ihres Sohnes Palo (Mark Taylor) kennengelernt hat. Bald merkt sie, dass das Verlangen zwischen ihr und diesem temperamentvollen jungen Mann eine sehr wechselseitige Sache ist.
2.04. Eine ältere Lippenstiftlesbe trifft einen jungen Butch Drag King, der ihre Welt auf den Kopf stellt, indem er sie dazu drängt, verschiedene Formen des Geschlechtsausdrucks in sexuellen Kontexten in Betracht zu ziehen.
2.05. Eine baldige Nonne, die kurz davor steht, ihre letzten Gelübde abzulegen, beginnt zu zweifeln, ob sie dem Keuschheitsgelübde folgen kann, da sie sich zu einem engen männlichen Freund hingezogen fühlt.
2.06. Eine ältere Geschäftsfrau desillusioniert von Romantik beginnt eine sexuelle Beziehung mit einem hoffnungslos romantischen jüngeren Mann.
2.07. Eine einsame, vernachlässigte Hausfrau, die Klavier spielt, trifft zufällig auf einen gutaussehenden blinden Klavierstimmer.
2.08. Eine vor kurzem arbeitslose Frau ist von der erotischen Radiosendung ihres Freundes begeistert. Er ahnt nicht, dass sie daran beteiligt war, das skandalöse BDSM-orientierte Material zu schreiben, das er Woche für Woche liest und plant, Fantasie in ihrem eigenen Schlafzimmer Wirklichkeit werden zu lassen.

### Staffel 3
3.01. Eine kürzlich arbeitslose Frau zieht in der Hoffnung auf bessere Arbeit in eine neue Stadt, nachdem sie eine Affäre mit ihrem verheirateten Chef beendet hat, und trifft schließlich einen charmanten, aber anmaßenden Mann, von dem sie annimmt, dass er verheiratet ist. Ihre Leidenschaften flammen auf, als sie dagegen ankämpft, von einem weiteren verheirateten Mann verführt zu werden.
3.02. Penelope ist eine Frau, die die Einsamkeit bevorzugt. Alle um sie herum denken jedoch, dass sie mit ihnen ausgehen oder ausgehen sollte. Aus irgendeinem Grund fühlen sich Männer zu Penelope hingezogen und sie beginnt eine kurze Affäre mit dem Kabelmann. Dies führt nicht dazu, dass Penelope sesshaft wird, sondern Männer als potenzielle Sexualpartner und vielleicht mehr betrachtet.
3.03. Ein Mann mit einem heimlichen BDSM-Knick, der unterwürfig ist, sieht hinter dem Rücken seiner Frau eine professionelle Domina, die befürchtet, sie würde seine Wünsche nicht verstehen. Um ihre Ehe zu retten, wird sie unter die Fittiche der Domina ihres Mannes genommen, wo sie die Kunst der sexuellen Dominanz und den erotischen Reiz der sexuellen Unterwürfigkeit erlernt.
3.04. Zwei hartgesottene Anwälte stehen sich in einem Kampf der Versuchung gegenüber.
3.05. Eine starke männliche Frau trifft ihr Match in einem Hockey-Kollegen. Der Kampf beginnt, als er merkt, dass sie sich nicht an das traditionelle weibliche Verhalten anpasst, nur damit er mit ihr ausgeht.
3.06. Eine starke, intelligente indische Astrophysikerin verabredet sich mit einem Mann, der von ihren Eltern als ihr zukünftiger Ehemann arrangiert wurde. Er weiß nicht, dass die alte Art, Dinge zu tun, weit von dem entfernt ist, was sie interessiert. Sie unterschätzt auch seine Fähigkeit, sich an neue Ideen und Erfahrungen außerhalb der alten traditionellen Wege anzupassen.
3.07. Ein DJ und ein Buchladenbesitzer streiten über Ideologie, neue Technologien und alte Vorgehensweisen. Anregender als ihre Debatten ist nur ihre feurige Leidenschaft füreinander.
3.08. Für ihr Soziologieprojekt installiert Steph eine Videokamera, die mit einer Website verbunden ist, auf der ihre Küche für die Dauer ihres Projekts rund um die Uhr online streamt. Ihr Freund weist darauf hin, dass sie einen sehr einfachen Tagesablauf hat und dass die Leute, die sie beobachten, es beruhigend finden müssen. Trotz seiner Zustimmung zu ihrem vorhersehbaren Verhalten fordert sie es heraus, indem sie ihre Cam-Show sexualisiert, beginnend mit einem Kuss zwischen ihnen, gefolgt von einem sinnlichen Striptease. All dies ist leicht von Hunderten von anonymen Augen über das Internet zu sehen.

## Besetzung
- Peter Wingfield: George
- Jessica Greco: Romy
- James Berlingieri: Mover
- Gina Wilkinson: Alice
- Danny Gilmore: Daniel
- Mikela Jay: Ally
- Wendel Meldrum: Dr. Andrea
- Jennifer Podemski: Kate

## Hintergrund
Die Serie wurde in Montreal, Québec und Toronto, Ontario realisiert. Die erste Episode wurde erstmals am 21. März 2002 im kanadischen Fernsehen ausgestrahlt. In Deutschland erschien einige Episoden in einem zusammengefassten Film, der eine Laufzeit von 96 Minuten aufweist.

## Rezeption
„Gängige Fantasie-Bebilderungen, die allenfalls dadurch aus dem Rahmen fallen, dass sie angeblich von Frauen für Frauen gemacht wurden.“

„TV-Sexkapaden als flotter Vierer.“